# سعد الشمری
سعد الشمری (عربی: سعد سطام سعود الشمري؛ زادهٔ ۶ اوت ۱۹۸۰رفحاء) بازیکن فوتبال اهل قطر است.

## باشگاهی
از باشگاه‌هایی که در آن بازی کرده‌است می‌توان به الجیش قطر، الریان، الاهلی قطر، الغرافه، ام صلال، الوکره، اشاره کرد.

## تیم ملی
وی همچنین در تیم ملی فوتبال قطر بازی کرده‌است.